# Lipskyella
Lipskyella là một chi thực vật có hoa trong họ Cúc (Asteraceae).

## Loài
Chi Lipskyella gồm các loài: